# Усть-Елегест
Усть-Елегест (тув. Элегес-Аксы) — село у Кизилському кожууні Республіки Тива (Росія). Відстань до районного центру Каа-Хем 36 км, до центру республіки міста Кизила 29 км, до Москви 3931 км.

## Населення
| Рік       | 2011 | 2012 | 2013 | 2014 | 2015 |
| --------- | ---- | ---- | ---- | ---- | ---- |
| Населення | 1319 | 1401 | 1451 | 1476 | 1482 |